# Hulda Graf
Hulda Graf, geb. Meyer (* 20. Juli 1879 in Winzerla; † 18. Januar 1944 in Jena-Winzerla) war eine deutsche Politikerin (USPD, SPD).

## Leben
Hulda Graf lebte bis 1906 in Jena, zog dann nach Braunschweig und schloss dort 1910 eine Ehe mit einem Tischler. In den folgenden Jahren war sie Hausfrau. 1920 sowie von 1922 bis 1925 arbeitete sie als Fürsorgegehilfin, von 1925 bis 1928 als Jugendfürsorgerin und von 1928 bis zu ihrer Entlassung am 1. Juli 1933 als Landesfürsorgerin in Braunschweig. Darüber hinaus war sie ab 1922 für die Arbeiterwohlfahrt tätig.
Graf trat 1912 in die SPD ein und betätigte sich in der Kinderschutzkommission des Gewerkschaftskartells. Sie wechselte 1917 zur USPD, war 1918 Mitglied des Ersten Arbeiterrates und von 1920 bis 1922 Mitglied des USPD-Bezirksvorstandes Braunschweig. Ab 1922 war sie erneut Mitglied der SPD, für die sie von 1923 bis 1931 ebenfalls im braunschweigischen Bezirksvorstand saß. Bei den Landtagswahlen 1920, 1922, 1924, 1927 und 1930 wurde sie jeweils als Abgeordnete in den Braunschweigischen Landtag gewählt.
Nach der Machtübernahme der Nationalsozialisten wurde Graf im März 1933 in „Schutzhaft“ genommen und unter Gewaltanwendung zur Aufgabe ihres Landtagsmandates gezwungen. In der Folgezeit arbeitete sie als Weißnäherin. Im Juli 1942 kehrte sie in ihren Geburtsort zurück.